# Свентохловиці

Карта міста зі схемою адміністративного ділення і з вказівкою головних вулиць

Свентохло́виці (пол. Świętochłowice) — місто, розташоване на південному заході Польщі, у Сілезькому воєводстві, у центрі Верхньосілезького промислового регіону.

## Географія

### Розташування
Свентохловиці межує на півночі з Битомом (Bytom), на заході і південному заході з Рудою Шльонською (Силезькою Рудою), а на сході і південному сході з Хожувим (Chorzowem). Місто розташоване на річці Рава і знаходиться в північній частині Силезької Височини.
Протяжність в південному напрямку становить близько 6 км, а в напрямку схід-захід близько 3,7 км. Загальна довжина кордонів становить 23,22 км, а площа 13,22 км².
Свентохловиці є самим густонаселеним містом в Польщі і одним з самих густонаселених міст в Європі. За станом на 30 червня 2005 року в місті проживало 55 527 чоловік. Щільність населення становить 4 200 жителів. на 1 км².
Найвищою точкою міста є Гора Хугона — 314 м над рівнем моря, яка розташована на півдні міста в області Хропачовського Нагір'я (Wzgórz Chropaczowskich), а наїнізшей — Долина Ліпінки (Dolina Lipinki), розташована на висоті 249 м над рівнем моря.

### Клімат
Свентохловиці, як і весь Верхньосилезькій промисловий регіон, знаходиться в області силезько-краківської кліматичної зони, головною характеристикою якої є переважання океанського типу клімату над континентальним і спорадична дія мас тропічного вітру, що приходять сюди з південного заходу через Моравську Браму. Середня температура повітря в січні становить −2,5 °C, липня — +18 °C, а середня річна — +7 °C. Кількість днів в році з середньодобовою температурою не нижче +5 °C доходить до 220, що створює сприятливі умови для вегетації. Середню річну кількість опадів становить приблизно 700 мм. Максимальна кількість опадів припадає на липень, мінімальна — на лютий, з переважанням західних і південно-західних вітрів, що приносять взимку теплі маси повітря з Західної Європи і Середземномор'я, які є причиною частої відлиги.
Літом вони приносять з Атлантики помірні температури і осідання.

### Екологія
До XIX століття Свентохловиці були типовим лісовим селищем. Проте розвиток промисловості привів до забруднення навколишнього середовища і вирубки лісів на потреби виробництва. Сучасні ареали озеленіння займають близько 30 % його території, але їх стан далекий від задовільного. Найчастіше зустрічаються на території міста:
липа, тополя, каштан, береза, акація, а також різні фруктові дерева і чагарники.

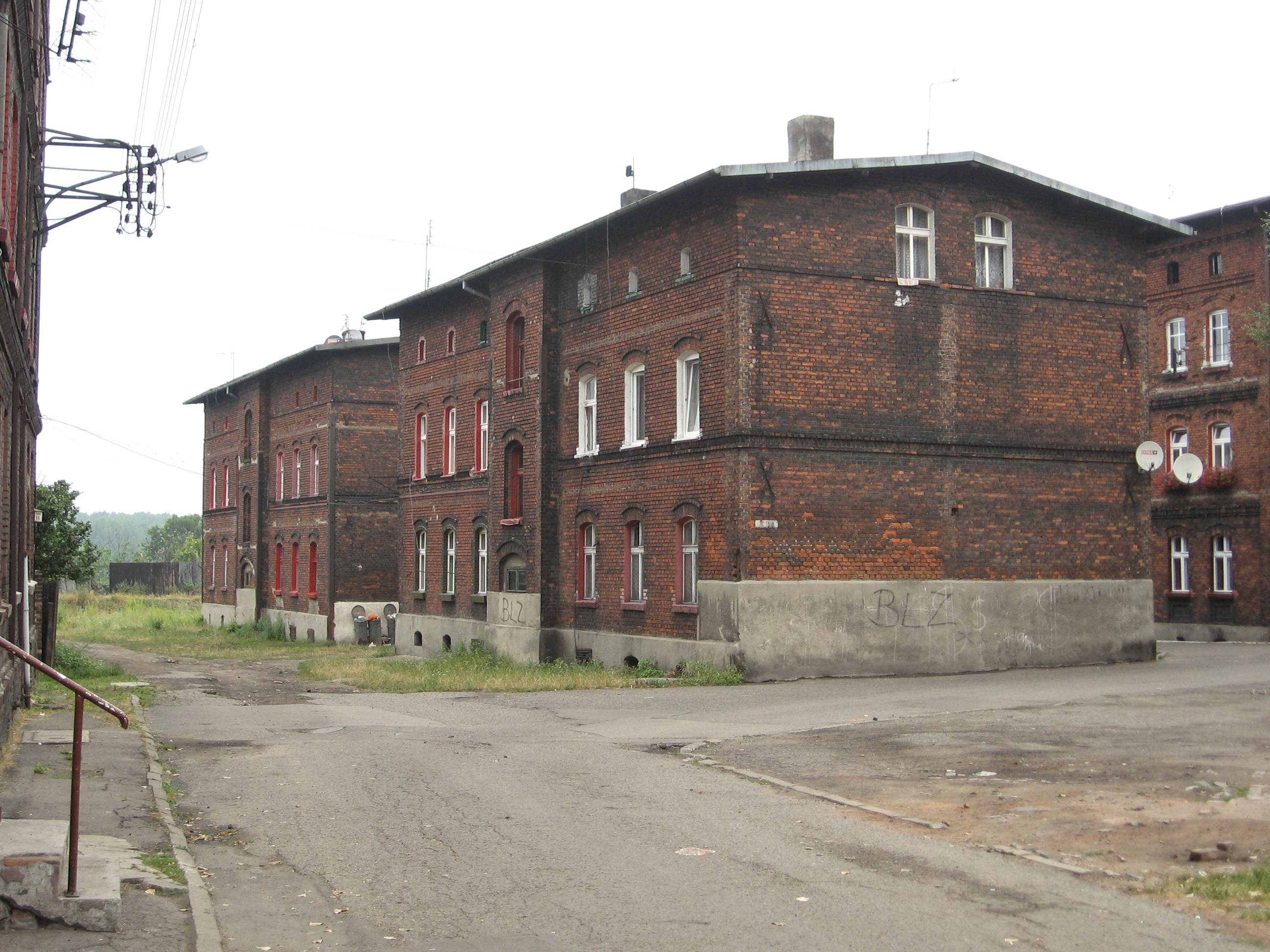
Свентохловиці, стара забудова

### Адміністративний поділ
Складається з 5 районів:
- Центр
- Хропачов
- Ліпіни
- Пясьники
- Згода

## Історія
Існує кілька версій походження назви міста:
- від «святого лісу», який повинен був тут знаходитися ще до XIX століття, — на його території приносилися жертви язичницьким богам
- від імені слов'янського бога Щвентовіта
- від збору доходів на «святі цілі»
- від слов'янського імені Святослав (Сьвентослав) — ймовірно Сьвентохел або Сьвентохля, можливо перший правитель міста.

Через територію сучасного Свентохловиці вів давній шлях з Битома до Миколува. Тут знайдено монети II—III століття н.e. Також, неподалік Кахловіце — таємничий курган та кам'яний хрест, імовірно з часів місіонерської діяльності св. Кирила і Мефодія IX століття.
Перша згадка — 25 травня 1313 в документі біскупа краковського — Яна. В різних історичних документах на різних мовах назва міста засвідчена як Swentochlewice (1332), Swientochlowicz (1482), Świętochlewicz (1614).  В кінці 13 століття місто отримало Магдебурзьке право. Тривалий час Свентохловиці не було эдиним містом, а поділялося на Нижнє, Середнє і Верхнє Свентохловиці. Сучасне місто розташоване на місті двох давніх поселень: Свентохловиці і Хропачова.
У 20-х рр. XIX ст. в околицях міста розпочинається видобування вугілля. Першу шахту «Король Саул» на терені Битомського лісу збудовано żelaza «Eintracht» («Згода»). В 1857 створено цинкову ливарню «Silesia», в 1883 w Хропачові — копальня «Śląsk» («Schlesien»), a в 1887 цинкова ливарня «Guidotto».

## Демографія
Демографічна структура станом на 31 березня 2011 року:
|          | Загалом | Допрацездатний вік | Працездатний вік | Постпрацездатний вік |
| -------- | ------- | ------------------ | ---------------- | -------------------- |
| Чоловіки | 25601   | 4645               | 17962            | 2994                 |
| Жінки    | 27549   | 4536               | 16571            | 6442                 |
| Разом    | 53150   | 9181               | 34533            | 9436                 |